# Weberocereus bradei
A Weberocereus bradei egy közép-amerikai esőerdei kaktusz, mellyel kultúrában nem lehet találkozni

## Elterjedése és élőhelye
Costa Rica: Cerro Turriwares területe, Orotina vidékén. Tömött, lecsöngő bozótot alkot pacifikus erdőkben.

## Jellemzői
Csüngő hajtásrendszerű epifiton növény, hajtásai 150–300 mm hosszúak, 50–100 mm szélesek, matt zöldek, kiemelkedő középérrel, az élek hullámosak. Areoláin 1-3 sötétbarna 6 mm hosszú tövis fejlődik. Virágai 60–70 mm hosszúak, lassan fejlődnek ki. A külső szirmok vaskosak, fénylők a viasztól, tojásdadok, rózsaszínesek, fehér csillogással, a belső szirmok fehérek, a bibe és a porzók hasonlóképp, a bibe lobusai rózsaszínűek. A pericarpium vaskos, rózsaszín pikkelyekkel fedett, hónaljukban rövid szőrök fejlődnek. Termése megnyúlt, valamelyest görbült, pikkelyes. Magjai 1,5 mm hosszúak, feketék.